# Assapan
Assapan (Glaucomys) – rodzaj ssaków z podrodziny wiewiórek (Sciurinae) w obrębie rodziny wiewiórkowatych (Sciuridae). W polskiej literaturze zoologicznej nazwa zwyczajowa „assapan” używana była dla oznaczenia gatunku Glaucomys volans. Ostatecznie w wydanej w 2015 roku przez Muzeum i Instytut Zoologii Polskiej Akademii Nauk publikacji „Polskie nazewnictwo ssaków świata” gatunkowi przypisano assapan południowy, rezerwując nazwę assapan dla rodzaju Glaucomys.

## Zasięg występowania
Rodzaj obejmuje gatunki występujące w Kanadzie, Stanach Zjednoczonych, Meksyku, Gwatemali i Hondurasie.

## Morfologia
Długość ciała (bez ogona) 115–190 mm, długość ogona 80–160 mm; masa ciała 42–185 g.

## Systematyka
Rodzaj zdefiniował w 1908 roku angielski zoolog Oldfield Thomas w artykule zatytułowanym Rodzaje i podrodzaje grupy Sciuropterus, z opisami trzech nowych gatunków, opublikowanym w czasopiśmie „The Annals and magazine of natural history”. Gatunkiem typowym jest (oryginalne oznaczenie) assapan południowy (G. volans).

### Etymologia
Glaucomys: gr. γλαυκος glaukos ‘lśniący, błyszczący’; μυς mus, μυος muos ‘mysz’.

### Podział systematyczny
Do rodzaju należą następujące gatunki:
| Grafika | Gatunek               | Autor i rok opisu | Nazwa zwyczajowa   | Podgatunki         | Rozmieszczenie geograficzne | Podstawowe wymiary                                  | Status IUCN |
| ------- | --------------------- | ----------------- | ------------------ | ------------------ | --- | --------------------------------------------------- | ----------- |
|         | Glaucomys oregonensis | (Bachman, 1839)   |                    | gatunek monotypowy | południowo-zachodnia Kanada (południowo-zachodnia Kolumbia Brytyjska; być może dalej na północ) i Stany Zjednoczone (zachodni Waszyngton na południe do południowej Kolumbii)                                 | DC: około 16,9 cm DO: około 14,3 cm MC: brak danych | NE          |
|         | Glaucomys sabrinus    | (G.K. Shaw, 1801) | assapan północny   | 18 podgatunków     | Alaska, większość Kanady i rozłącznie w północnych Stanach Zjednoczonych (osiąga południowy Utah, Dakotę Południową i wschodnie Tennessee)                                                                    | DC: 11,5–19 cm DO: 12,2–16 cm MC: 110–185 g         | LC          |
|         | Glaucomys volans      | (Linnaeus, 1758)  | assapan południowy | 11 podgatunków     | południowo-wschodnia Kanada (południowe Ontario na wschód do Nowej Szkocji), wschodnia połowa Stanów Zjednoczonych oraz góry meksyku, południowej Gwatemali i Hondurasu; zakres wysokości: 1200–3000 m n.p.m. | DC: 11,7–13,8 cm DO: 8–12 cm MC: 42–141 g           | LC          |

Kategorie IUCN:  LC  – gatunek najmniejszej troski;  NE  – gatunki niepoddane jeszcze ocenie.